# Território do Noroeste

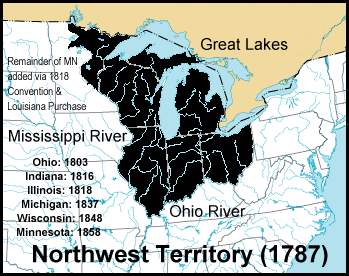
Mapa do Território do Noroeste. Os anos indicam a data em que o dado território foi elevado à categoria de estado americano

O Território do Noroeste, também conhecido como Velho Noroeste e como Território do Noroeste do Ohio, foi um território dos Estados Unidos, anexado por último do Reino Unido, como parte do acordo que terminava a Revolução Americana de 1776, vencida pelos americanos. O território foi oficialmente criado no Congresso Americano em 13 de julho de 1787 e deixou de existir em 1 de março de 1803. Cobria originalmente os atuais estados de Ohio, Indiana, Illinois, Michigan e Wisconsin, bem como o leste do Minnesota. A região possuía mais de 260 mil quilômetros quadrados. O território foi reivindicado por Nova Iorque, Massachusetts, Connecticut e Virgínia. Sua primeira capital foi Marietta (1788-1799), e a segunda foi Chillicothe (1799–1803), ambas em Ohio.

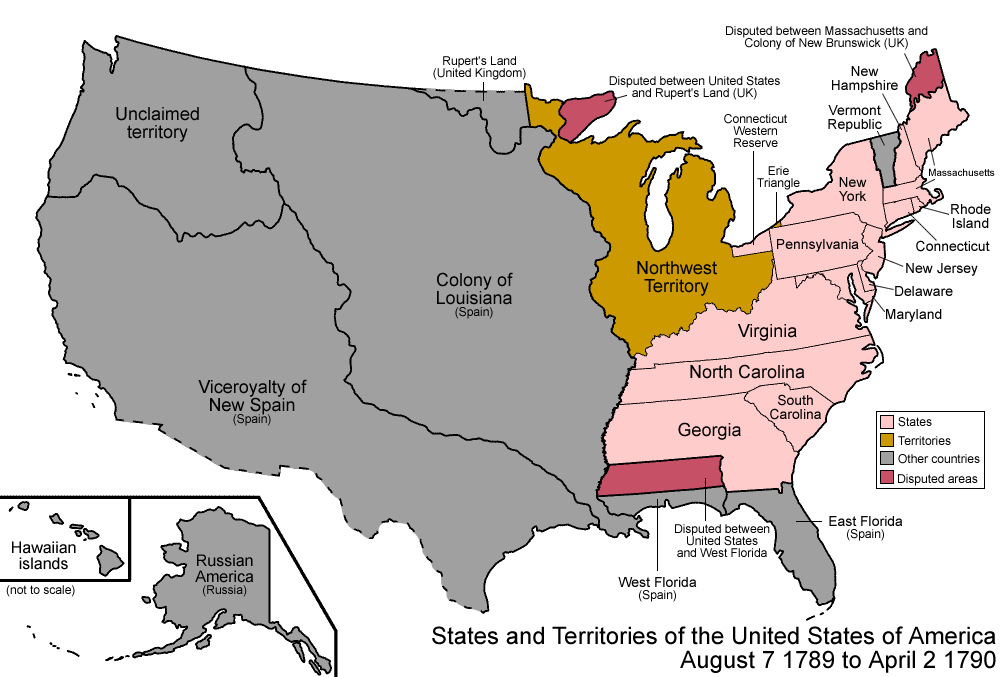
Mapa dos estados e territórios dos Estados Unidos em 7 de agosto de 1789, quando o Território do Noroeste foi organizado pela primeira vez, até 2 de abril de 1790, quando o futuro Território do Sudoeste foi cedido pela Carolina do Norte

Inicialmente, o território era governado pela lei marcial sob um governador e três juízes. Com o aumento da população, uma legislatura foi formada e uma sucessão de condados, totalizando treze. Na época de sua criação, o Território do Noroeste era um vasto deserto, há muito povoado por culturas indígenas americanas, incluindo Delaware, Miami, Potawatomi, Shawnee e outros; havia apenas um punhado de assentamentos coloniais franceses, além de Clarksvillenas Cataratas do Ohio. Na época da dissolução do território, havia dezenas de cidades e assentamentos, alguns com milhares de colonos, principalmente ao longo dos rios Ohio e Miami e na margem sul do Lago Erie, em Ohio. Conflitos entre colonos e habitantes nativos americanos do Território resultaram na Guerra dos Índios do Noroeste, culminando na vitória do General "Louco" Anthony Wayne na Batalha de Madeiras Caídas em 1794. O subsequente Tratado de Greenville em 1795 abriu o caminho para a colonização do sul e oeste de Ohio.

## Censo

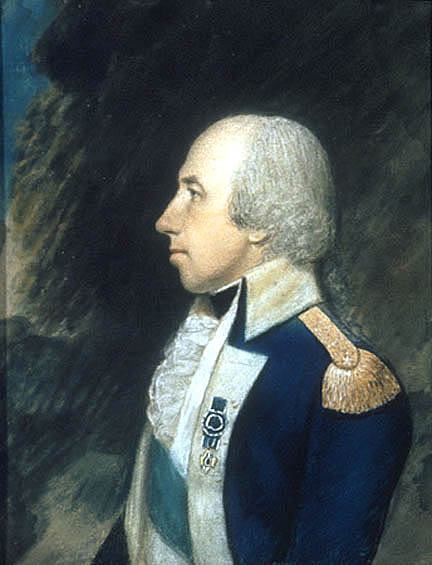
Rufus Putnam, foi um oficial militar colonial durante as guerras francesa e indiana e general do Exército Continental durante a Guerra Revolucionária Americana.

No censo dos Estados Unidos de 1800, após a aprovação de um ato orgânico pelo 6º Congresso dos EUA criando o Território de Indiana em 1800, sete condados no Território do Noroeste relataram as seguintes contagens de população:
| Classificação | Condado                | População |
| ------------- | ---------------------- | --------- |
| 1             | Hamilton               | 14 692    |
| 2             | Jefferson              | 8 766     |
| 3             | Ross                   | 8 540     |
| 4             | Washington             | 5 427     |
| 5             | Adams                  | 3 432     |
| 6             | Wayne                  | 3 206     |
| 7             | Trumbull               | 1 302     |
| Total         | Território do Noroeste | 45 365    |

De acordo com o censo de 1800 dos Estados Unidos, o Território do Noroeste (ou seja, o estado pendente de Ohio) tinha uma população, excluindo os nativos americanos, de mais de 45 000, e o Território de Indiana, uma população de cerca de 5 600. Na época da criação de um estado de Ohio, havia cerca de 50 cidades nomeadas nos Territórios do Noroeste e Indiana, algumas, como Vincennes, com milhares de colonos, e dezenas de assentamentos não identificados abaixo da Linha do Tratado em Ohio.